# Northwest Division (NBA)
Northwest Division – jedna z dywizji znajdujących się w konferencji zachodniej w NBA. Obecnymi zespołami są: Denver Nuggets, Minnesota Timberwolves, Oklahoma City Thunder, Portland Trail Blazers, Utah Jazz.

## Mistrzowie dywizji
- 2005: Seattle SuperSonics
- 2006: Denver Nuggets
- 2007: Utah Jazz
- 2008: Utah Jazz
- 2009: Denver Nuggets
- 2010: Denver Nuggets
- 2011: Oklahoma City Thunder
- 2012: Oklahoma City Thunder
- 2013: Oklahoma City Thunder
- 2014: Oklahoma City Thunder
- 2015: Portland Trail Blazers
- 2016: Oklahoma City Thunder
- 2017: Utah Jazz
- 2018: Portland Trail Blazers
- 2019: Denver Nuggets
- 2020: Denver Nuggets
- 2021: Utah Jazz
- 2022: Utah Jazz
- 2023: Denver Nuggets
- 2024: Oklahoma City Thunder

## Zwycięzcy
- 7: Oklahoma City Thunder/Seattle SuperSonics
- 6: Denver Nuggets
- 5: Utah Jazz
- 2: Portland Trail Blazers